# Préjudice
Préjudice is een Belgisch-Frans-Nederlandse film uit 2015 onder regie van Antoine Cuypers. De film ging in première op 2 oktober op het Festival international du film francophone de Namur.

## Verhaal
Tijdens een etentje bij de familie, verneemt Cédric dat zijn zuster zwanger is. De familie is enthousiast maar Cédric, die nog bij zijn ouders woont, voelt enkel wrok. Zijn eenvoudige droom, een reis naar Oostenrijk, is het onderwerp van discussie. Stilaan verandert zijn wrok in woede om uiteindelijk te escaleren tijdens het familiefeest.

## Rolverdeling
| Acteur             | Personage |
| ------------------ | --------- |
| Nathalie Baye      | De moeder |
| Éric Caravaca      | Gaetan    |
| Ariane Labed       | Caroline  |
| Julien Baumgartner | Laurent   |
| Arno Hintjens      | Alain     |
| Thomas Blanchard   | Cédric    |
| Cathy Min Jung     | Cyrielle  |
| Arthur Bols        | Nathan    |

## Productie
Het filmen ging door van juli tot september 2014 in Luik en Rodange, Luxemburg.

## Prijzen en nominaties
De film ontving 6 nominaties (onder andere beste film en beste debuut) voor de Magritte du cinéma, de belangrijkste filmprijs van (Franstalig) België.